# 리철국
리철국(1985년 12월 25일~)은 조선민주주의인민공화국의 탁구 선수이다.